# Thrall: Demonsweatlive
Thrall: Demonsweatlive är en EP av det amerikanska bandet Danzig, utgiven 1993 på American Recordings och producerad av Rick Rubin. Den innehåller tre nya studioinspelade låtar och fyra inspelade live under How the Gods Kill-turnén, däribland "Mother" som blev bandets genombrott för den stora massan i USA. Skivan har sålt guld i USA.

## Låtlista
Samtliga låtar skrivna av Glenn Danzig, om annat inte anges.
1. "It's Coming Down" - 3:36
2. "The Violent Fire" - 4:58
3. "Trouble" (Jerry Leiber/Mike Stoller) - 3:22
4. "Snakes of Christ" - 4:18
5. "Am I Demon" - 4:21
6. "Sistinas" - 4:04
7. "Mother" - 3:36